# Neoterebra pedroana
Neoterebra pedroana é uma espécie de gastrópode do gênero Neoterebra, pertencente a família Terebridae.

## Descrição
O comprimento da concha varia entre 40 mm a 61 mm.

## Distribuição
Esta espécie está distribuída de Santa Monica, Califórnia, para do sul Baja California, México.